# Battaglia di Tertry
La battaglia di Tertry fu un'importante battaglia nella Gallia merovingia tra le forze dell'Austrasia di Pipino II da un lato e quelle di Neustria e Borgogna dall'altro. La battaglia si svolse nel 687 a Tertry, ed essa è presentata come un racconto eroico negli Annales Mettenses priores. Dopo aver ottenuto la vittoria sul campo di battaglia di Tertry, gli austasiani dettarono il futuro politico dei Neustriani.

Mappa della regno dei Franchi nel 714 (in verde l'Austrasia)

## Storia
Il potente maestro di palazzo austrasiano, Pipino II, aveva concluso la pace con il suo omologo neustriano, Warattone, nel 681. Tuttavia i successori di Warattone avevano rinnovato il conflitto tra Austrasia e Neustria, fatto comune in tempi di disunione. Il regno franco fu poi unito sotto il re Teodorico III, che ereditò l'Austrasia nel 679. Teodorico III - nato e cresciuto in Neustria e neustriano fino al midollo -, assieme ai nobili di Neustria e Borgogna, sotto il loro maggiordomo di palazzo, Bertario, invasero il territorio dell'Austrasia. Bertario e Teodorico furono indirizzati a Tertry da Pipino nel 687, ove gli austrasiani vinsero la battaglia. Lo storico Michael Frassetto afferma che la guerra durante la quale ebbe luogo la battaglia di Tertry era essenzialmente il risultato di una lunga faida tra i leader austrasiani e neustriani, oltre che il risultato di un conflitto civile all'interno della Neustria stessa. Secondo il testo degli Annales Mettenses priores- probabilmente scritto nel monastero di Chelles - Pipino II aveva portato gli austasiani a una grande vittoria durante la battaglia di Tertry.
I vincitori costrinsero quindi Bertario a lasciare la sua carica e Pipino nominò Nordeberto ad agire per suo conto in Neustria e Borgogna, che come primo merovingio in questa posizione, non era altro che un re fantoccio per Pipino. Il re fu costretto a riconoscere Pipino come maggiordomo di palazzo su Austrasia, Neustria e Borgogna. Eclissando i maggiordomi di palazzo neustriani, la vittoria di Pipino determinò l'effettiva fine della vecchia sede del potere merovingio, consentendo ai maggiordomi Arnolfingi di controllare gli sviluppi politici neustriani. Secondo la storica Rosamond McKitterick, la battaglia di Tertry costituisce uno dei momenti "decisivi" per la dinastia carolingia e la sua storia. Nonostante l'importanza di Tertry nel rafforzare la posizione di Pipino, passarono altre due generazioni prima che Pipino il Breve rivendicasse la regalità dei Franchi.
La battaglia fece sì che:
- ci fosse un'ulteriore diminuzione dell'autorità reale, poiché ancora una volta un reale merovingio era stato definitivamente sconfitto in battaglia;
- l'Austrasia assumesse la supremazia sul resto del regno, regione centro delle successive conquiste a est e,  con l'impero carolingio, facente capo ad Aquisgrana;
- il diritto indiscusso al dominio del clan arnolfingio, e Pipino assunse persino il titolo di dux et princeps Francorum;
- Pipino regnasse, come diceva una cronaca, da allora in poi su tutti i Franchi per altri ventisette anni. Pipino trascorse il resto del VII secolo e i primi anni dell'VIII secolo ristabilendo la supremazia franca in Germania, durante la quale costrinse i frisoni, i sassoni, gli alemanni, i suebi, i turingi e i bavaresi a riconoscere la loro subordinazione ai franchi.[11]

Dalla battaglia di Tertry in avanti, il maggiordomo di palazzo del clan pipinide rimase la figura di spicco all'interno della Francia. Sotto l'erede di Pipino - il figlio illegittimo Carlo Martello - si delineò inoltre l'inizio del potere carolingio.

### Esplicative
1. ↑  La vittoria a Tertry non fu sufficiente di per sé a portare a Pipino il controllo immediato della Neustria e per costruire il sostegno politico, poiché ciò fu portato a compimento anche da fattori non militari come i matrimoni appropriati e gli intrighi di corte - caratteristiche della dinastia carolingia.

### Bibliografiche
1. ↑  Frassetto (2013), pp. 506-507.
2. ↑  Bachrach (2013), p. 2.
3. ↑  McKitterick (1983), pp. 27-28.
4. ↑  Frassetto (2003), p. 329.
5. ↑  McKitterick (2008), p. 63.
6. ↑  James (1995), p. 97.
7. ↑  Frassetto (2013), p. 507.
8. ↑  Wallace-Hadrill (2004), p. 82.
9. ↑  McKitterick (1983), p. 28.
10. ↑  Frassetto (2003), p. 328.
11. ↑  Smith-Clare (1897), p. 1205.
12. ↑  Wickham (2016), p. 37.
13. ↑  Wallace-Hadrill (2004), pp. 82-83.